# 丁角瓦蛛
丁角瓦蛛（学名：Walckenaeria clavicornis）为皿蛛科瓦蛛属的动物。分布于日本以及中国大陆的吉林等地。该物种的模式产地在日本。